# Vincent De Vos
Pour les articles homonymes, voir Devos.
Vincent De Vos, né à Courtrai, le 4 mars 1829 et mort dans la même ville le 5 octobre 1875, est un peintre belge connu pour ses représentations animalières et ses scènes de genre.
Il expose régulièrement aux Salons triennaux en Belgique, et à deux Salons de Paris.
Ses œuvres sont conservées à Bruges au Musée Groeninge, en France à Mulhouse, Lille et Tourcoing, à Londres et en Nouvelle-Zélande. 

## Biographie

### Famille
Vincent (Josse Vincent) De Vos, né à Courtrai le 4 mars 1829, est le fils de Jean Eugène De Vos (1790-1865), meunier, et de Marie Anne Thérèse Verhaeghe (1798-1842), mariés à Heule le 10 septembre 1817. Il épouse à Courtrai le 8 juin 1859 Louise Sophie Velghe (1838-1860) qui meurt un an après leur mariage, sœur des peintres Jean Constant Velghe (1826-1897), Auguste Velghe (1831-1912) et Aimé Velghe (1836-1870). Le couple a un fils : Stanislas De Vos, mort à Heule, dix-sept jours après sa naissance, le 29 juillet 1860.

### Formation
Vincent De Vos est étudiant à l'Académie des beaux-arts de Courtrai, où il suit probablement les cours de Philippe de Witte (d), peintre animalier. Il obtient plusieurs prix composition (1848), dessin d'après l'antique (1849), anatomie (1851) et une médaille d'or en perspective (1852). Il parfait ensuite sa formation auprès d'Edouard Woutermaertens.

### Carrière
En 1852, Vincent De Vos présente Le Retour de la chasse et Les Deux amis, au Salon d'Anvers. Il expose à plus de vingt salons triennaux belges, à Bruxelles et à Gand. En 1853, il est présent au Salon de Paris et expose Deux chiens épagneuls.
En 1860, la mort de son épouse Louise Velghe, un an après leur mariage, affecte profondément l'artiste. Il est également confronté à l'exploitation à outrance de certains habiles antiquaires et marchands. Toutefois, son succès est réel car avant même l'ouverture des salons auxquels il participe, ses œuvres sont déjà vendues en Europe et aux États-Unis. 
Un voyage en Italie en 1870, ou peu avant, lui offre de nouveaux sujets d'inspiration dans la campagne romaine.
Vincent De Vos, meurt, à l'âge de 46 ans, à son domicile, rue de Menin à Courtrai, le 5 octobre 1875.

## Œuvre

### Galerie

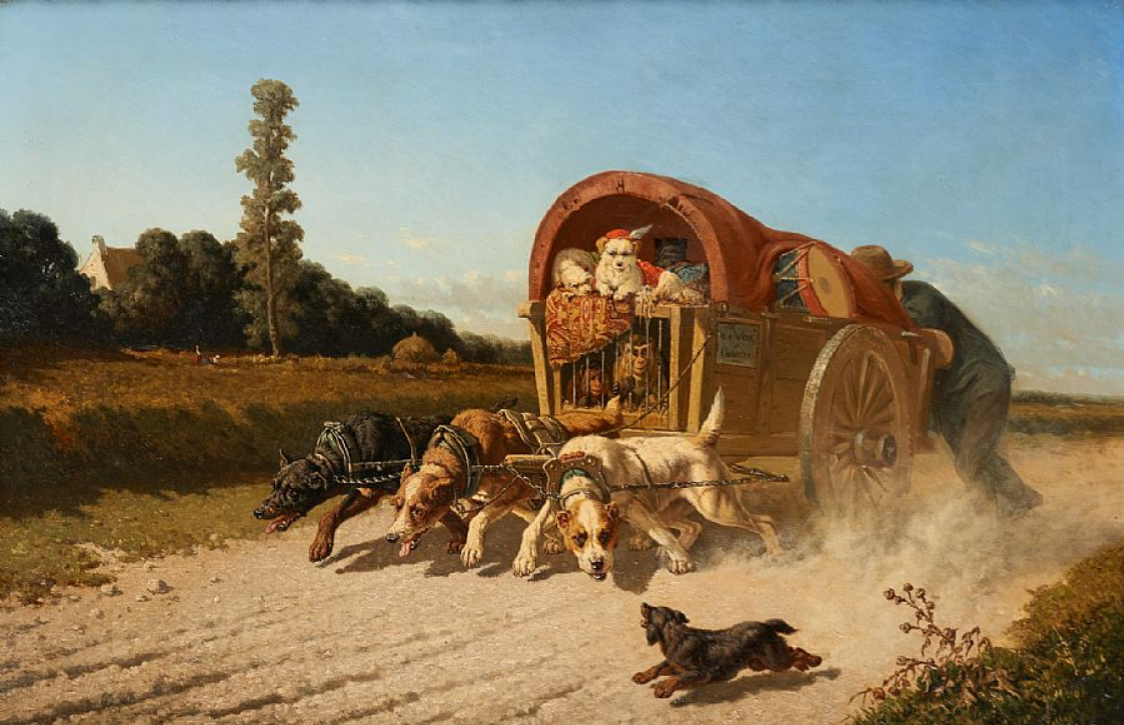
Ménagerie tractée par des chiens.
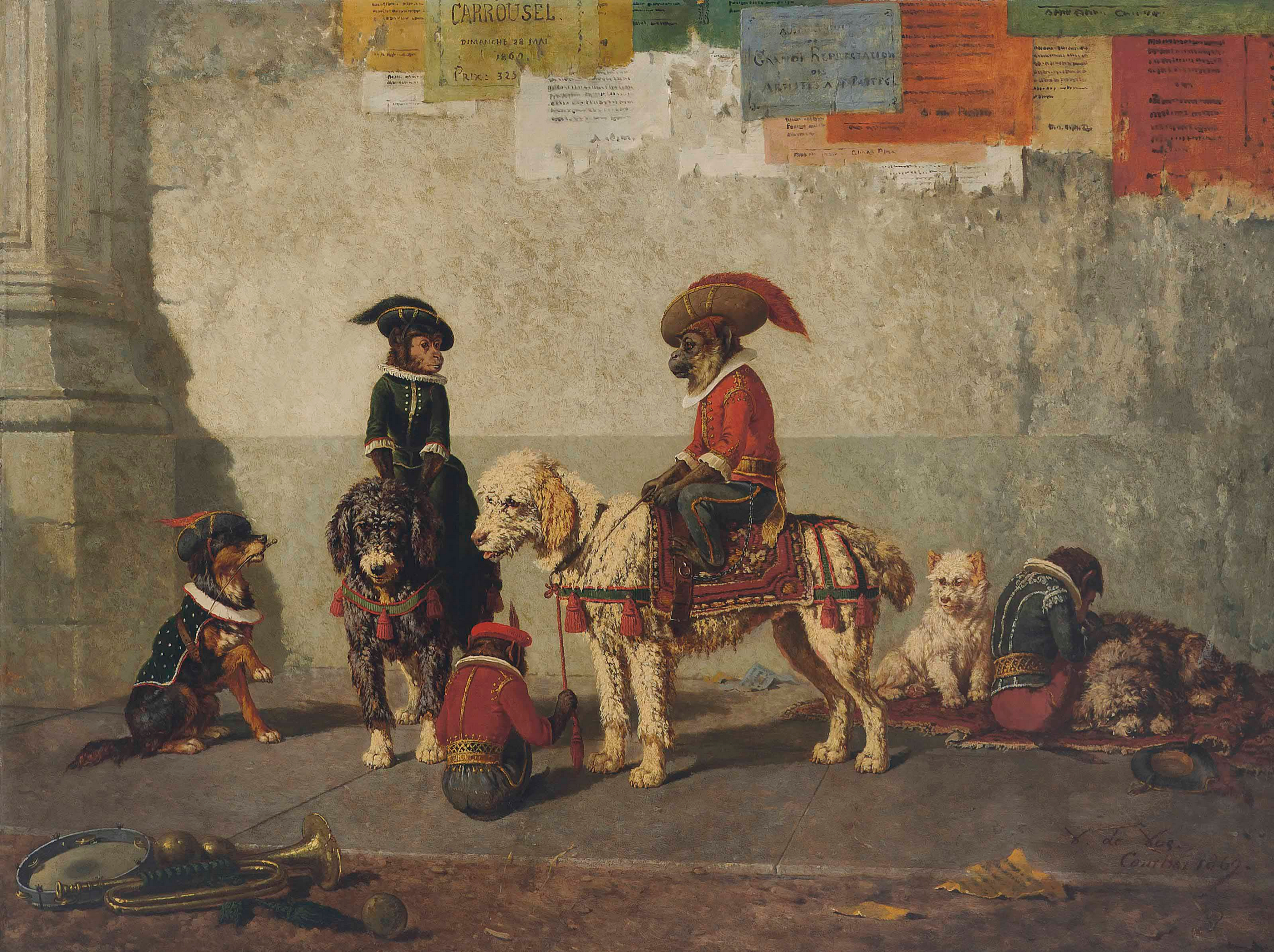
Amis de cirque (1869).
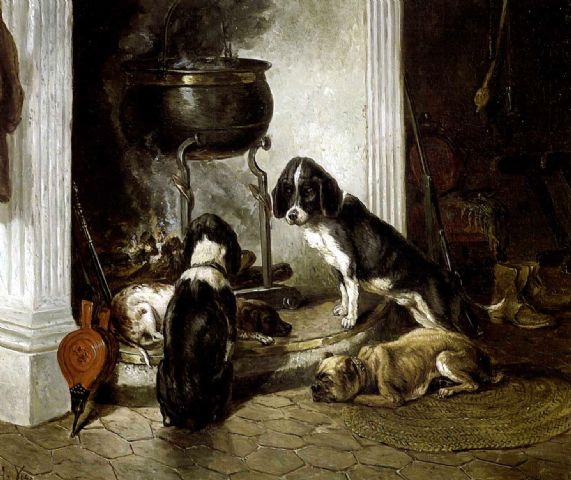
Le Repos après la chasse.
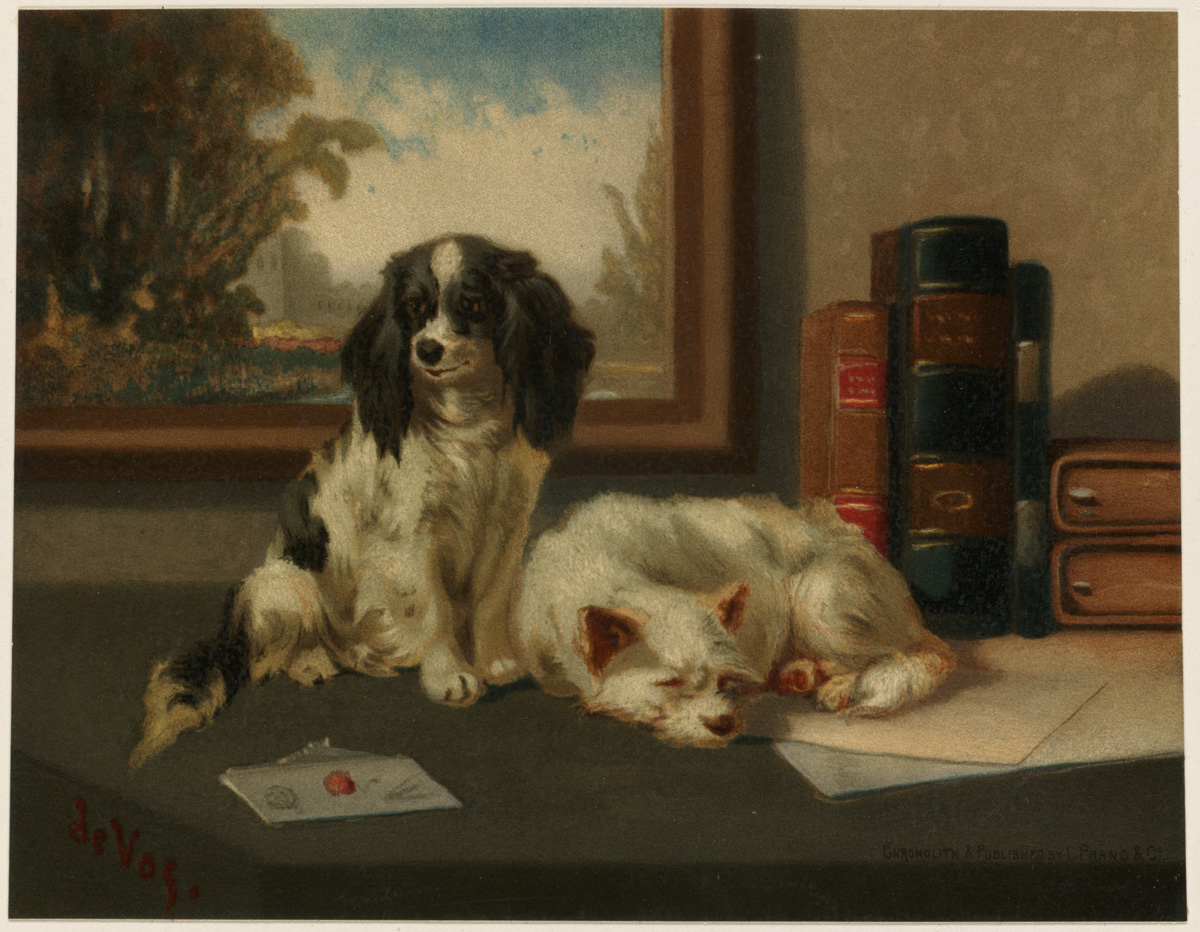
Vie citadine.

### Caractéristiques

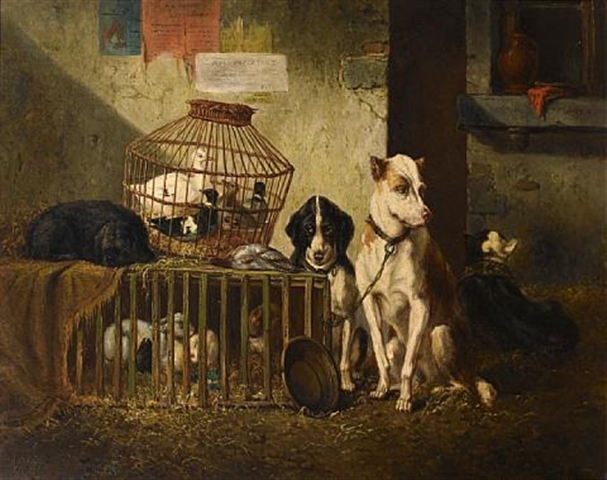
Au marché (vers 1860).

Son champ pictural couvre les représentations animalières : essentiellement des chiens et les singes.  Sa nature impulsive, suppléant à une esthétique encore balbutiante au début de sa carrière, l'a conduit a devenir presque exclusivement l'analyste psychologue du sentiment chez le chien domestique et chez son pendant forain le singe. Il saisit admirablement l'âme de ses sujets canins, dont le regard exprime toutes les péripéties d'une vie nomade ou de misérable animal demeurant fidèle en dépit de la brusquerie de son existence. Vincent De Vos représente rarement des chiens gâtés et il instille de la philosophie dans ses intitulés et moralise parfois par antithèse : Les Trois cajoleurs du riche et Les Trois gagne-pain du pauvre artiste ambulant, présentés au Salon de Bruxelles de 1854 en témoignent. 

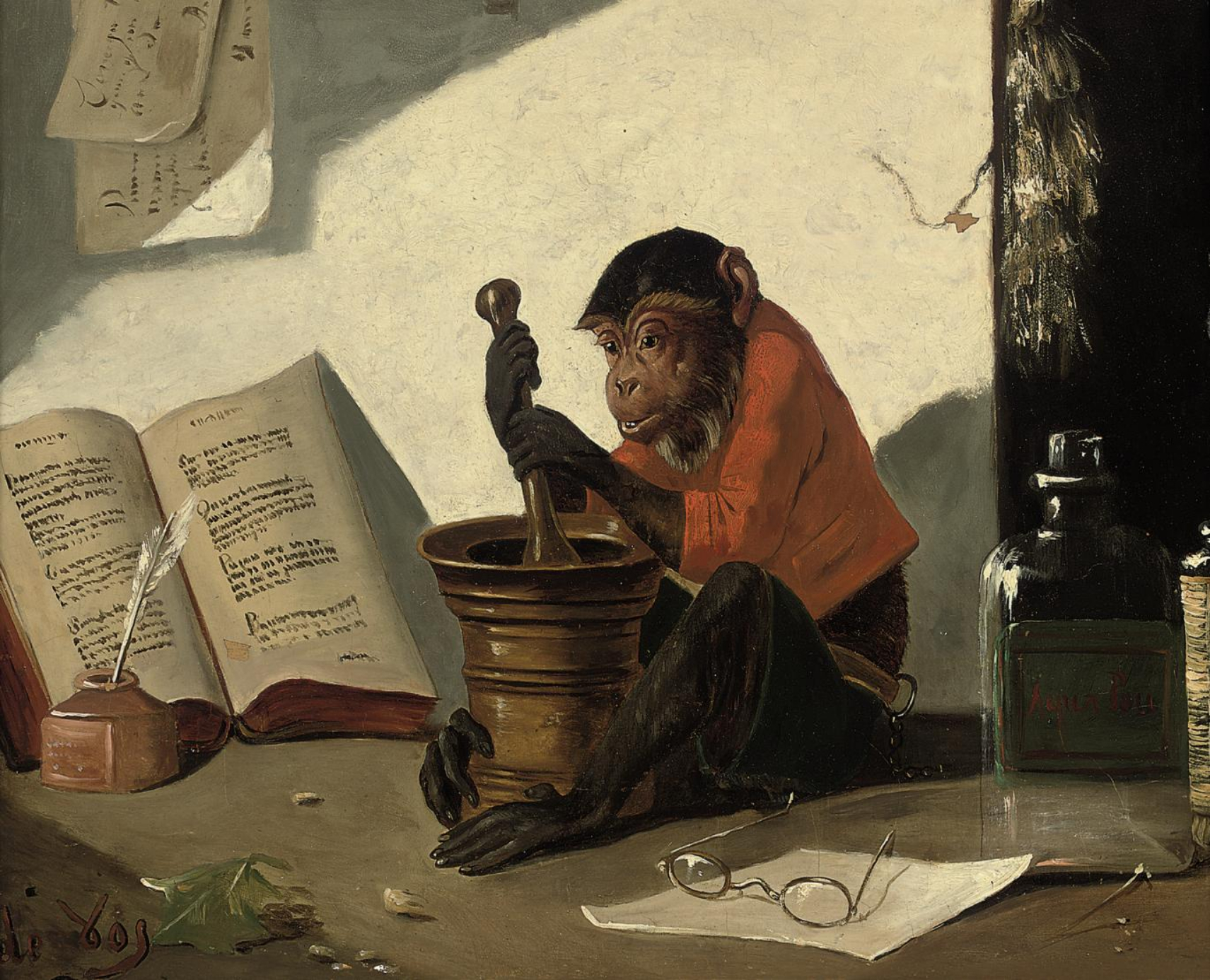
Le Singe alchimiste (vers 1860).

Afin de s'inspirer quotidiennement des sujets qu'il représente, Vincent De Vos, à la fois consciencieux et drolatique, crée une ménagerie près de son atelier personnel, hébergeant des singes, des loups, des renards et un chameau. Il est possible que Vincent De Vos ait vu les singeries peintes par l'artiste français Alexandre-Gabriel Decamps qui cultive une passion pour les singes, assimilés à des personnages humains, suivant une tradition héritée de Teniers et continuée par Antoine Watteau et Chardin. Chez Vincent De Vos, ses singeries, sont quelque peu plus tardives que ses représentations canines et apparaissent vers 1860. Elles donnent à voir ces animaux se livrant à des activités humaines. Souvent revêtus de costumes, les singes donnent une dimension comique à leur manière d'imiter des actions humaines spécifiques, souvent des travers ou parfois une occupation. 

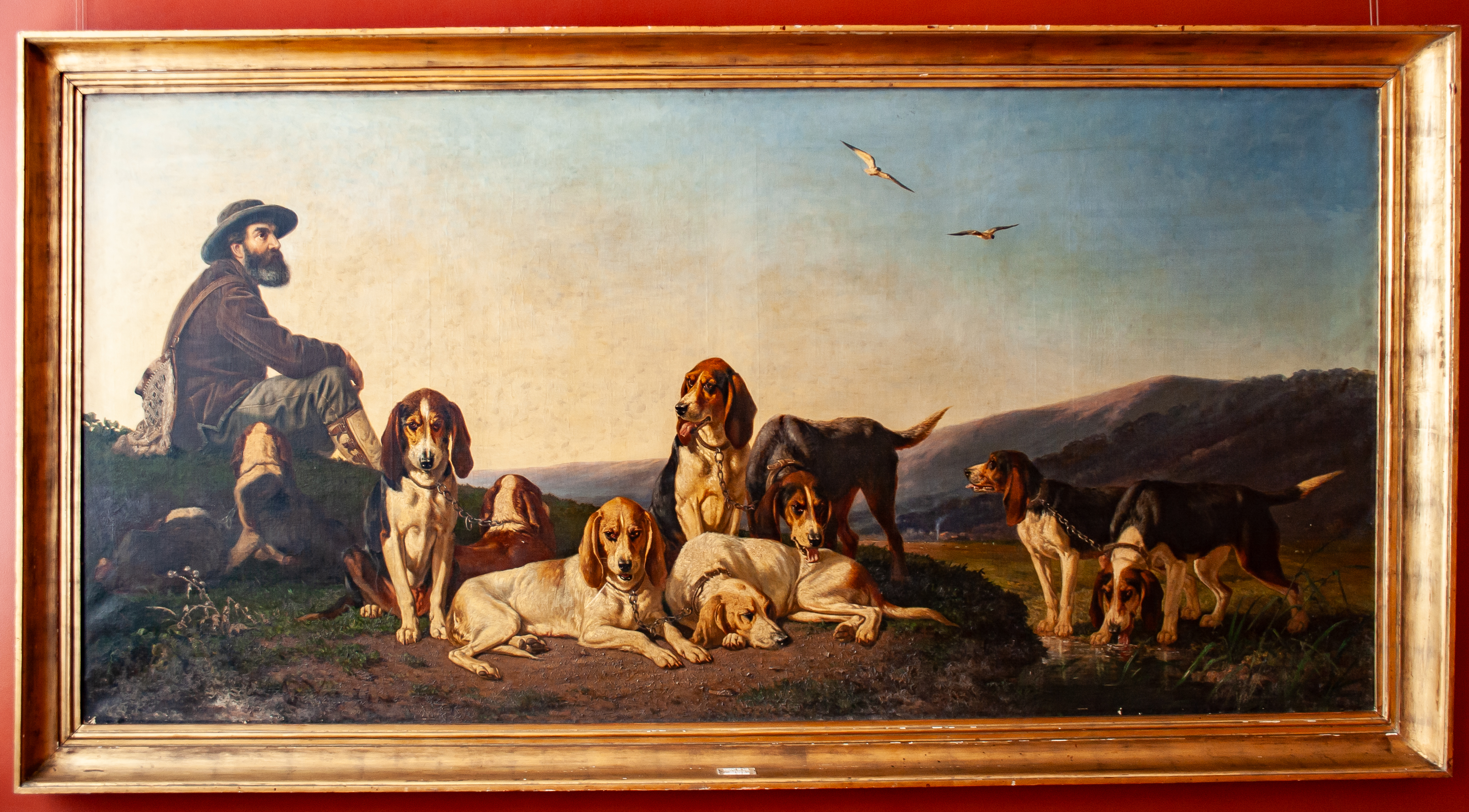
Meute de chiens avec autoportrait de l'artiste (1874), œuvre marquant la nouvelle direction prise par Vincent De Vos.

Le voyage qu'il effectue en Italie, vers 1870, lui permet d'élargir ses sources d'inspiration. Ses Animaux sortant de l'arche sont directement inspirés du peintre Filippo Palizzi, issu de l'école du Pausilippe et précurseur du vérisme. Au retour de ce séjour, Vincent De Vos accorde une plus grande importance à la lumière dans ses tableaux, tels Animaux dans la campagne romaine (1870), Repos d'un attelage de buffles devant une osteria aux environs de Rome (1871) ou  Meute de chiens de chasse avec le portrait de l'auteur qu'il expose au Salon de Bruxelles de 1872, trois ans avant sa mort prématurée.

### Expositions

#### Belgique
- Salon d'Anvers de 1852 : Le Retour de la chasse et Les Deux amis[7].
- Salon de Gand (XXIIe) de 1853 : Épagneuls et chien de chasse près d'une carnassière, Épagneul, Épagneul et barbet[8].
- Salon de Bruxelles de 1854 : Les Trois cajoleurs du riche (acquis pour la loterie) et Les trois gagne-pain du pauvre artiste ambulant[9].
- Salon d'Anvers de 1855 : Buffon nous admire ; nous gardons sa mémoire et Gardons les effets de notre maître[10].
- Salon de Gand (XXIIIe) de 1856 : Le Perroquet[11].
- Salon de Bruxelles de 1857 : Amour et fidélité[12].
- Salon d'Anvers de 1858 : Une chienne et ses petits, Les Petits cajoleurs[13].
- Salon de Gand (XXIVe) de 1859 : Renard guettant des poules[14].
- Salon d'Anvers de 1861 : Les Heureux chiens[15].
- Salon de Gand (XXVe) de 1862 : Convoitise[16].
- Salon de Bruxelles de 1863 : La Chasse au renard[17].
- Salon d'Anvers de 1864 : Les Chiens du saltimbanque et Un Chenil[18].
- Salon de Gand (XXVIe) de 1865 : Un attelage de chiens[19].
- Salon de Bruxelles de 1866 : Les Chiens du saltimbanque[20].
- Salon d'Anvers de 1867 : Les Artistes ambulants en repos[21].
- Salon de Gand (XXVIIe) de 1868 : Les Chiens du chevalier et Les Chiens du saltimbanque[22].
- Salon d'Anvers de 1870 : Animaux dans la campagne romaine[23].
- Salon de Gand (XXVIIIe) de 1871 : Repos d'un attelage de buffles devant une osteria aux environs de Rome et En route pour le marché de Rome[24].
- Salon de Bruxelles de 1872 : Repos d'une meute de chiens bassets, Le Terrier du lapin et Convoitise (coin d'office)[25].
- Salon d'Anvers de 1873 : Convoitise -  nature morte et Repos d'un attelage de buffles devant une osteria aux environs de Rome[26].
- Salon de Gand de 1874 (XXIXe) : Chasse aux rats[27].
- Salon de Bruxelles de 1875 : Convoitise et Repos d'un attelage de buffles devant une osteria aux environs de Rome[28].

#### France
- Salon de Paris de 1853 : Deux chiens épagneuls[4].
- Salon de Paris de 1855 : Fraternité et innocence[4].
- Salon de Boulogne de 1870 : sujets d'inspiration italienne[5].

### Collections muséales
- Belgique : au Musée Groeninge à Bruges, dont Singes et chiens. Dix-huit œuvres de Vincent De Vos, étaient conservées au musée Broel à Courtrai jusqu'à la fermeture de l'institution en 2014, dont : Chien porteur de lettre, Chien sur une table, Chien attelé au repos, Les Saltimbanques à quatre pattes au repos (1866), Repos de chasse et Meute de chiens de chasse avec le portrait de l'auteur (1874)[3].
- France : Palais des Beaux-Arts de Lille (Pris au piège), au Musée des Beaux-Arts de Mulhouse (Les Favoris) et au MUba Eugène-Leroy à Tourcoing[3].
- Williamson Art Gallery & Museum, Londres : La Charrette à chiens[29].
- Musée de Nouvelle-Zélande Te Papa Tongarewa à Wellington : En double incrimination[30].

### Postérité
Entre 1983 et 2024, ses œuvres passent à 423 reprises aux enchères.